# Marty (Dakota del Sud)
Marty és una concentració de població designada pel cens dels Estats Units a l'estat de Dakota del Sud. Segons el cens del 2000 tenia 421 habitants.

## Demografia
Segons el cens del 2000, Marty tenia 421 habitants, 96 habitatges, i 79 famílies. La densitat de població era de 50 habitants per km².
Dels 96 habitatges en un 58,3% hi vivien nens de menys de 18 anys, en un 21,9% hi vivien parelles casades, en un 43,8% dones solteres, i en un 16,7% no eren unitats familiars. En el 16,7% dels habitatges hi vivien persones soles el 4,2% de les quals corresponia a persones de 65 anys o més que vivien soles. El nombre mitjà de persones vivint en cada habitatge era de 4,33 i el nombre mitjà de persones que vivien en cada família era de 4,55.
Per edats la població es repartia de la següent manera: un 46,6% tenia menys de 18 anys, un 13,3% entre 18 i 24, un 23% entre 25 i 44, un 11,6% de 45 a 60 i un 5,5% 65 anys o més.
L'edat mediana era de 20 anys. Per cada 100 dones de 18 o més anys hi havia 99,1 homes.
La renda mediana per habitatge era de 18.750 $ i la renda mediana per família de 23.750 $. Els homes tenien una renda mediana de 16.964 $ mentre que les dones 26.250 $. La renda per capita de la població era de 5.917 $. Entorn del 43,1% de les famílies i el 40,9% de la població estaven per davall del llindar de pobresa.

## Poblacions més properes
El següent diagrama mostra les poblacions més properes.